# 羅利 (密西西比州)
羅利（英語：Raleigh）是一個位於美國密西西比州史密斯縣的城鎮。根據2010年美國人口普查，該地共人口1,462人，而該地的面積約為13.10平方千米。同時該地也是史密斯縣的縣治。

## 地理
羅利的座標為32°01′59″N 89°31′22″W / 32.03306°N 89.52278°W，而該地的平均海拔高度為166米（即545英尺）。